# Olle Ericsson
Olof Charles „Olle“ Ericsson (* 1. Juni 1890 in Kumla; † 25. Juli 1950 in Örebro) war ein schwedischer Sportschütze.

## Erfolge
Olle Ericsson nahm an den Olympischen Spielen 1920 in Antwerpen und 1924 in Paris teil. Im stehenden Anschlag mit dem Armeegewehr gewann er 1920 gemeinsam mit Leonard Lagerlöf, Mauritz Eriksson, Walfrid Hellman und Hugo Johansson hinter Dänemark und den Vereinigten Staaten die Bronzemedaille. Ericsson war mit 54 Punkten der beste Schütze der Mannschaft. 1924 kam er im liegenden Anschlag nicht über den 14. Platz mit dem Freien Gewehr und den 26. Platz mit dem Kleinkalibergewehr hinaus, während er im Mannschaftswettbewerb mit dem Freien Gewehr Siebter wurde.
Bei Weltmeisterschaften gewann Ericsson insgesamt 34 Medaillen und wurde dabei fünfmal Weltmeister. 1928 sicherte er sich in Loosduinen seinen ersten Titelgewinn mit dem Freien Gewehr im Dreistellungskampf. Im Jahr darauf gewann er in Stockholm die Titel im Dreistellungskampf mit dem Armeegewehr und mit dem Kleinkalibergewehr im stehenden Anschlag. Sein vierter Titelgewinn gelang ihm 1931 in Lwów im Mannschaftswettbewerb mit dem Kleinkaliber im liegenden Anschlag. 1935 folgte sein letzter WM-Titel, als er den ersten Rang mit dem Armeegewehr in der Stehend-Position belegte. Neben seinen fünf Goldmedaillen gewann Ericsson zwischen 1927 und 1939 des Weiteren 14 Silber- und 15 Bronzemedaillen.